# Killala Bay
Koordinaten: 54° 15′ 0″ N, 9° 8′ 0″ W
Die Killala Bay (irisch: Cuan Chill Ala) ist eine trichterförmige Bucht im Nordwesten Irlands.
Die Killala Bay erstreckt sich zwischen den irischen Countys Sligo auf ihrer östlichen und Mayo auf ihrer westlichen Seite und ist das Mündungsgebiet des River Moy in den Atlantik. An der westlichen Küste der Bucht in Mayo liegt das Städtchen Killala, an der Spitze des tiefen Trichters die Stadt Ballina. Aufgrund ihrer Nähe zum tiefen Wasser des Kontinentalsockels gilt die Killala Bay als ausgezeichneter Fischgrund. 